# Goniada acicula
Goniada acicula är en ringmaskart som beskrevs av Willard D. Hartman 1940. Goniada acicula ingår i släktet Goniada, och familjen Goniadidae. Inga underarter finns listade.